# Ravna gora (Valjevo)
Pour les articles homonymes, voir Ravna Gora.
Le mont Ravna gora (en serbe cyrillique : Равна гора) est une montagne de l'ouest de la Serbie. Il s'élève à une altitude de 950 m.

## Géographie
Le mont Ravna gora fait partie du groupe de montagnes de Podrinje-Valjevo, dans une des franges orientales des Alpes dinariques. Il se trouve au sud-est de la ville de Valjevo et au nord-ouest de la ville de Gornji Milanovac.

## Histoire
Le mont Ravna gora est traditionnellement considéré comme le point de départ du mouvement de résistance tchetnik de Draža Mihailović, en 1941.